# آیفون اواس ۳
آیفون اواس ۳ (به انگلیسی: iPhone OS 3) سومین نسخهٔ اصلی از سیستم عامل تلفن همراه آی‌اواس است که توسط اپل توسعه داده شده و منتشر شده‌است. این نسخه در ۱۷ مارس ۲۰۰۹ معرفی، و در ۱۷ ژوئن ۲۰۰۹ منتشر شد. آیفون اواس ۳ آخرین نسخه در خانواده آی‌اواس بود که از الگوی نام‌گذاری «آیفون اواس» استفاده می‌کرد.

## تاریخچه
آیفون اواس ۳ در ۱۷ مارس ۲۰۰۹ با نسخه بتا در همان روز برای توسعه‌دهندگان معرفی شد. آیفون اواس ۳ در ۱۷ ژوئن ۲۰۰۹ رسماً منتشر شد.

### به‌روزرسانی‌ها
| نسخه      | ساخت              | تاریخ انتشار                   | توضیحات                                                                         |
| --------- | ----------------- | ------------------------------ | ------------------------------------------------------------------------------- |
| ۳٫۰       | 7A341             | ۱۷ ژوئن ۲۰۰۹                   | انتشار اولیه در نسخهٔ اولیهٔ آیفون ۳جی‌اس                                          |
| ۳٫۰٫۱     | 7A400             | ۳۱ ژوئیه ۲۰۰۹                  | رفع اشکالات، از جمله رفع مشکل امنیتی برای پیامک‌ها                               |
| ۳٫۱ ۳٫۱٫۱ | 7C144 7C145 7C146 | ۹ سپتامبر ۲۰۰۹ ۱۷ سپتامبر ۲۰۰۹ | انتشار اولیه در آی‌پاد تاچ (نسل سوم)، ویژگی‌های جدید و رفع مشکلات امنیتی.         |
| ۳٫۱٫۲     | 7D11              | ۸ اکتبر ۲۰۰۹                   | رفع اشکالات                                                                     |
| ۳٫۱٫۳     | 7E18              | ۲ فوریه ۲۰۱۰                   | رفع اشکالات؛ از جمله رفع مشکلات امنیتی. نسخه نهایی برای نسل اول آیفون منتشر شد. |
| ۳٫۲       | 7B367             | ۳ آوریل ۲۰۱۰                   | انتشار اولیه در آی‌پد ۱؛ استفاده راحت‌تر، تغییر رابط کاربری                       |
| ۳٫۲٫۱     | 7B405             | ۱۵ ژوئیه ۲۰۱۰                  | رفع اشکالات، از جمله اشکال وای‌فای                                               |
| ۳٫۲٫۲     | 7B500             | ۱۱ اوت ۲۰۱۰                    | رفع مشکلات امنیتی                                                               |